# Kita-ku (Saitama)
Kita-ku (北区?, Kita-ku, lett. quartiere settentrionale) è uno dei 10 quartieri della città di Saitama(さいたま市), in Giappone. 

## Geografia
Si trova nel nord della città, il 1º maggio 2015 contava su 142.777 abitanti, distribuiti su una superficie di 16,86 km², per una densità di 8,740 ab./km².